# Малоирменка
Малоирменка — деревня в Ордынском районе Новосибирской области России. Входит в состав Козихинского сельсовета.

## География
Площадь деревни — 75 гектаров.

## Население
| 2002 | 2007 | 2010 |
| ---- | ---- | ---- |
| 308  | ↗320 | ↘301 |

## Инфраструктура
С 1996 года, благодаря усилиям и поддержке уроженца деревни архимандрита Наума (Байбородина), ведётся строительство женского Михаило-Архангельского монастыря, основанного на месте разрушенного Сергиевского храма.
В деревне по данным на 2007 год функционируют 1 учреждение здравоохранения и 1 учреждение образования.